# Jean-François Caron

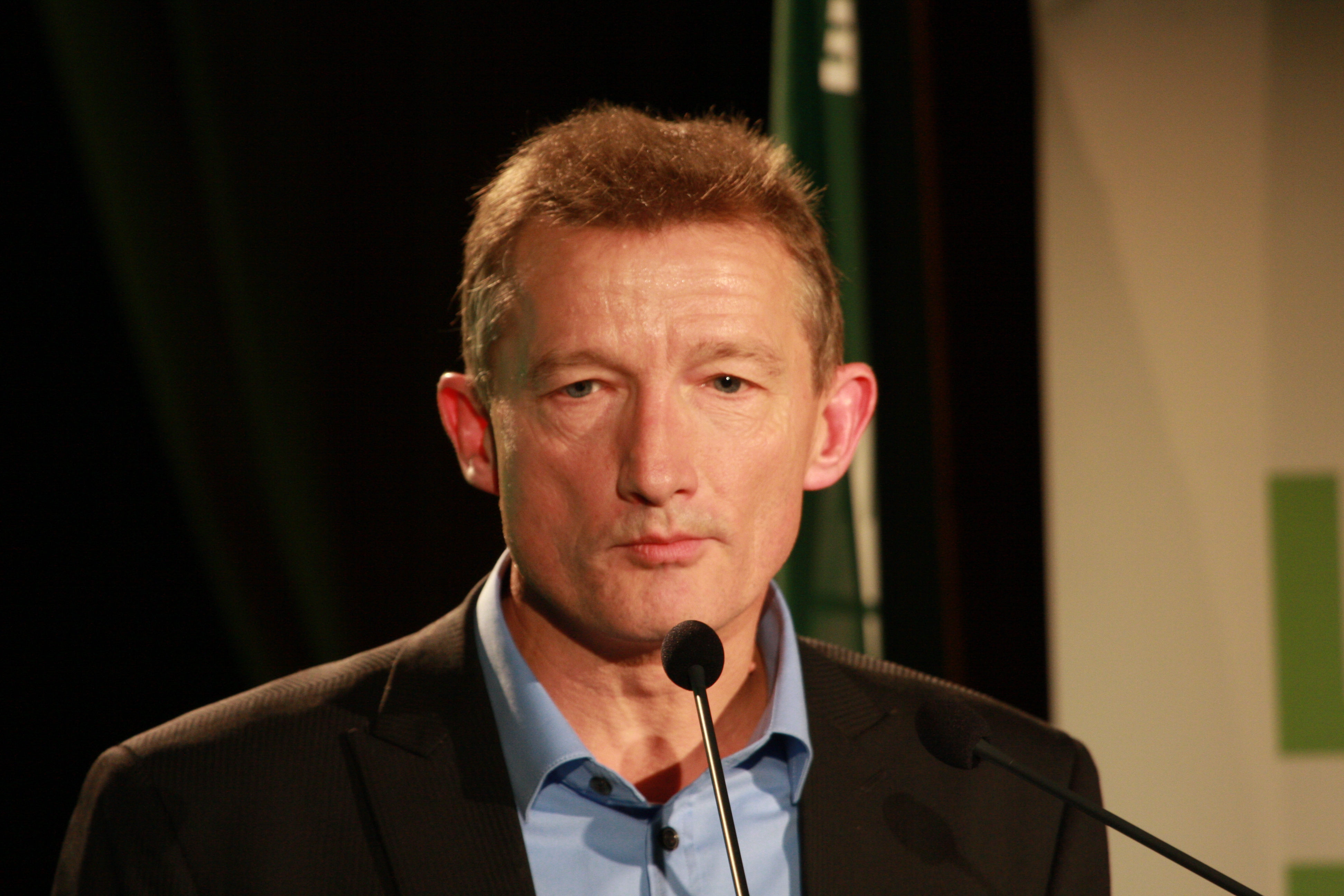
Jean-François Caron, 2010

Jean-François Caron (* 21. Mai 1957 in Loos-en-Gohelle) ist ein französischer Politiker der Partei Europe Écologie-Les Verts. Er ist seit 2001 Bürgermeister seiner Heimatstadt Loos.

## Leben
Jean-François Caron ist der Sohn von Marcel Caron, der als Vertreter der Parti socialiste von 1977 bis 2001 Bürgermeister von Loos war.
Er ist gelernter Physiotherapeut und passionierter Marathonläufer, weshalb er zusammen mit Philippe Lamblin im Jahr 2006 die Route du Louvre ins Leben rief, eine Sport- und Kulturveranstaltung in der Region Nord-Pas-de-Calais.
Caron war im Mai 1990 an der Gründung der Génération écologie, einer ökologischen Partei, beteiligt. Er war von 1992 bis 2015 Mitglied im Regionalrat von Nord-Pas-de-Calais; von 1998 bis 2004 war er als Vize-Präsident zuständig für die Umwelt. Er kam 1995 in den Gemeinderat von Loos und war dort als Stadtrat zuständig für Raumplanung und Umwelt. 2001 wurde er zum Bürgermeister von Loos gewählt und wurde somit Nachfolger seines Vaters Marcel, der seit 1977 im Amt war.
Wie schon im Jahr 2014 hat er auch 2020 keinen Gegenkandidaten.

## Zitate
« Mon objectif dans les 20 ans qui viennent : faire de Loos-en-Gohelle une cellule souche en matière de développement durable, pour inspirer d’autres villes »

„Mein Ziel für die nächsten 20 Jahren ist: Loos-en-Gohelle zu einer Keimzelle der nachhaltigen Entwicklung zu machen, die eine Inspiration für andere Städte ist.“

## Auszeichnungen
- Ehrenlegion, Chevalier de la Légion d’honneur (13. Juli 2012)